# Milos Alcalay
Milos Alcalay (8 de noviembre de 1945) es un político y diplomático venezolano. Ha servido como embajador de Venezuela en Rumania, Israel, y Brasil como viceministro en el Ministerio de Relaciones Exteriores y como representante permanente de Venezuela ante las Naciones Unidas. Alcalay renunció como embajador ante las Naciones Unidas en marzo de 2004 para protestar en contra de las medidas del presidente Hugo Chávez y la represión en la protestas en Venezuela de 2004.

## Educación
Alcalay se graduó en la Facultad de Derecho de la Universidad Católica Andrés Bello en 1970. Estudió su postgrado en la Escuela Nacional de Administración de París, el Instituto Internacional de Derechos Humanos en Estrasburgo y en la Universidad de París.

## Carrera diplomática
La carrera diplomática de Alcalay incluye trabajo en la embajada venezolana en París como tercer secretario entre 1970 y 1971, como consejero de la misión permanente de Venezuela a la Comunidad Europea y como consejero ministerial entre 1979 y 1983. También sirvió como coordinador de relaciones interparlamentarias del Congreso entre 1983 y 1985, secretario general del Parlamento Andino entre 1984 y 1985 y como secretario permanente del Parlamento Andino en Bogotá entre 1985 y 1989.
Alcalay fue el embajador de Venezuela en Rumania de 1990 a 1992, el embajador de Venezuela en Israel entre 1992 y 1995 y sirvió como viceministro de relaciones exteriores entre 1995 y 1996. Alcalay fue embajador en Brasil entre 1997 y 2000. En mayo de 2001 Alcalay asumió el cargo como el representante permanente de Venezuela ante las Naciones Unidas y presentó sus credenciales al secretario general de la ONU Kofi Annan. Ese mes fue elegido presidente del Comité de Información de las Naciones Unidas. En 2001 fue vicepresidente del Comité de Desarme y de Seguridad Internacional de la 56 sesión de la Asamblea General de las Naciones Unidas. 
Alcalay renunció como el embajador ante las Naciones Unidas en marzo de 2004 para protestar contra las medidas del presidente Hugo Chávez, diciendo que las acciones del Consejo Nacional Electoral de Venezuela "le roba el derecho a los venezolanos de efectuar cambio a través del proceso democrático", que Venezuela estaba siendo sujeta a represión del ejército y de la policía, a pérdida de vida inaceptable y que la protesta pacífica ya no era posible. Solo dos días antes de su renuncia había sido nombrado como embajador de Venezuela en Reino Unido.
Alcalay fue un fuerte crítico del gobierno de Hugo Chávez del abandono de la reclamación del tema delicado de la decisión de Guyana al extender la plataforma continental que incluye la porción costera del territorio en reclamación a 350 Millas, después de afirmar haber realizado consultas con Barbados, Trinidad y Surinam en septiembre de 2011 con la ausencia de Venezuela, al acusar al Vicecanciller Tamir Porras Ponceleón que defendía en el Líbano mostrando su solidaridad con el Hezbolá apoyando temas “estratégicos” como Libia y Siria. En 2020 fue uno de los firmantes de la Carta de Madrid.

## Academia
Alcalay es un columnista del Diario La Verdad y ha publicado siete libros y varios artículos sobre derechos humanos, narcotráfico, democracia para América Latina y sobre asuntos diplomáticos. Habla siete idiomas, incluyendo inglés, francés, portugués e italiano.